# Hymetrochota
Hymetrochota is een geslacht van sponsdieren uit de klasse van de Demospongiae (gewone sponzen).

## Soorten
- Hymetrochota rotula Topsent, 1904
- Hymetrochota topsenti (Burton, 1930)